# Gardes noirs
Les Gardes Noirs (En Russe: Чёрная гвардия, 'Chёrnaya gvardiya') sont des groupes d’inspiration anarchiste de travailleurs armés qui se sont formés après la révolution russe et avant la victoire militaire finale bolchevique contre ces opposants. Ils étaient la principale force de frappe des anarchistes russes et servent de base à la création de l'Armée révolutionnaire insurrectionnelle ukrainienne. 
Ils sont créés à l'été 1917 en Ukraine par Maria Nikiforova, et se développent en janvier 1918 à Moscou, sous le contrôle des anarchistes présents dans les entreprises industrielles, via le Comité des fabriques et des usines, et la Fédération des groupes anarchistes de Moscou.

## Origine
Maria Nikiforova organisa la première unité de Gardes Noirs. Plus connue sous son surnom de Marusya, elle était une dirigeante anarchiste ukrainienne qui mit sur pied la première cellule de Gardes noirs dans la ville d'Alexandrovsk en Ukraine. Maria Nikiforova, qui a souvent été comparée à Jeanne d'Arc en raison de son rôle de meneuse dès son plus jeune âge dans un conflit essentiellement masculin, initia la première cellule de Gardes noirs dans l'objectif de faire adopter la réforme des terres et la redistribution des richesses dont les paysans appelaient la réalisation. Terroriste auto-proclamée, elle dirigea son unité de Gardes noirs pour semer la terreur au sein du gouvernement local d'Alexandrovsk en vue d'obtenir les changements politiques qu'elle appelait de ses vœux. Ultérieurement, d'autres cellules du même type furent mises en place par  Nestor Makhno sur d'autres parties de l'Ukraine. Nestor Makhno menait à une existence « à la Robin des Bois » pendant la Révolution, confisquant des terres et redistribuant les richesses au sein de la paysannerie. Très vite après la création des premières cellules de Gardes noirs, il devint évident que ces petites structures terroristes étaient idéales à utiliser par les chefs anarchistes politiques et militaires, afin de tenter d'atteindre par la force les changements idéologiques désirés par leur parti. Les Gardes noirs furent finalement organisés en réseau de cellules plus structuré par la Fédération des groupes anarchistes de Moscou, conduite par Lev Chernyi.

## Objectifs
Les gardes noirs se sont formés afin de soutenir militairement les mouvements anarchistes. 

## Fédération des groupes anarchistes de Moscou
La Fédération des groupes anarchistes de Moscou, qui aida à l'organisation des Gardes Noirs à Moscou, fut formée en mars 1917. Lev Chernyi était le secrétaire de l'organisation. Les Gardes Noirs et la Fédération des groupes anarchistes de Moscou n'ont jamais réussi à gagner le soutien politique qu'ils désiraient.

## Militarisation en Ukraine et élimination en Russie
Dans la nuit du 11 au 12 avril 1918, Dzerjinski, dirigeant de la Tchéka, envoya une force d'environ 5000 soldats soviétiques attaquer le quartier général de la Fédération des groupes anarchistes de Moscou. Le quartier général, connu sous le nom de « Maison de l'Anarchie », fut perquisitionné et tous les membres présents, arrêtés.

## Vidéo
- Hélène Châtelain, Nestor Makhno, un paysan d’Ukraine, Arte, 1996, voir en ligne sur Vimeo.

## Notices
- (en) Libcom : The Black Guards, traduction en français.